# Federico de Onís
Federico de Onís Sánchez, född den 20 december 1885 i Salamanca i Spanien, död 14 oktober 1966 i San Juan i Puerto Rico, var en spansk professor, filolog och litteraturkritiker som tillhörde grupperna Noucentisme och Generation 1914 tillsammans med bland andra Miguel de Unamuno och José Ortega y Gasset. 
Onís var den förste som använda termen "postmodernism" då han redan 1934 använde postmodernismo för att beskriva vad han såg som en konservativ motrörelse inom modernismen. Onís förutspådde att denna antites, skulle leda fram till en ultramodernismo som skulle intensifiera radikaliteten i modernismen.